# The Flatiron (fotografie)
Flatiron (česky Žehlička) je barevná fotografie, kterou vytvořil americký fotograf Edward Steichen v roce 1904. Je to jedna z nejznámějších fotografií jeho piktorialistické fáze. Fotografie byla součástí "Mezinárodní výstavy piktorialistické fotografie", která se konala v Albright Art Gallery v Buffalu v roce 1910.

## Historie a popis
Budova Flatiron byla slavnostně otevřena v roce 1902 a stala se jednou z nejikoničtějších budov New Yorku. Brzy přitáhla pozornost fotografů jako Alfred Stieglitz a Edward Steichen, kteří se pokoušeli tvořit fotografie v piktorialistickém stylu, podobně jako malba. Sám Steichen se vyučil malířem a svou technikou použití bichromátu gumy na platinovém tisku dokázal této fotografii pořízené za soumraku v zimě přidat barvu. Snímek pořídil ze západní strany Madison Square Park. Vytvořil tři tisky v modré, hnědé a oranžové barvě. Konečný výsledek se zdá být inspirován japonskými dřevoryty, v té době velmi populárními, a malbami amerického malíře Jamese McNeilla Whistlera Nocturnes, přičemž jeho námět je velmi výrazně americký.
Web Middlebury College Museum of Art uvádí: „Fotografie vytištěná barevnými inkousty zachycuje souhru mezi přírodními větvemi stromů, deštivými ulicemi a nově postavenou Flatiron Building, jednou z nejvyšších budov v New Yorku té doby. (...) Budova byla symbolem amerického technologického pokroku; jak prohlásil Steichenův kolega Alfred Steiglitz: „Flatiron je pro Spojené státy tím, čím byl Parthenon pro Řecko.“

## Trh s uměním
Tisk této fotografie, vydražený ze sbírky Paula G. Allena, se 8. listopadu 2022 stal druhým nejdražším na uměleckém trhu, když se v aukční síni Christie's New York prodal za 11 840 000 amerických dolarů, což bylo výrazně nad odhadem 2 000 000 až 3 000 000 amerických dolarů.

## Veřejné sbírky
Tisky této fotografie jsou v několika veřejných sbírkách, jako jsou například: Metropolitní muzeum umění v New Yorku, Muzea moderního umění v New Yorku, Muzeum amerického umění Whitneyové v New Yorku, Muzeum umění ve Filadelfii, Muzeum J. Paula Gettyho v Los Angeles, Minneapolis Institute of Art, Middlebury College Museum of Art, Victoria and Albert Museum v Londýně a Muzeum královny Sofie v Madridu.